# 錦町楽天地

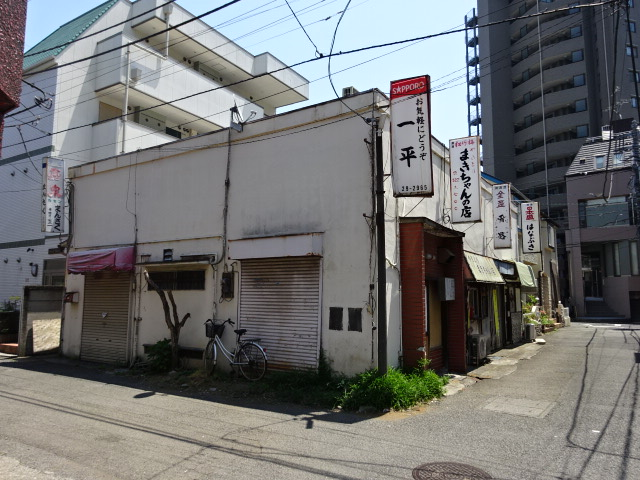
昔からと思われる飲み屋が左に1軒、右に4軒 (2017)

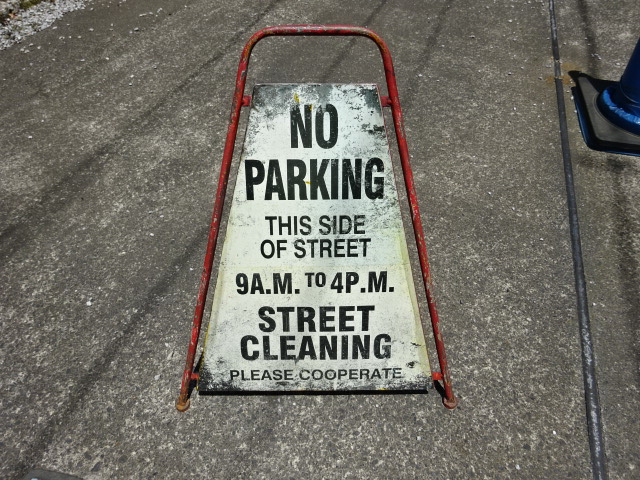
現地に残る英文の看板 (2017)

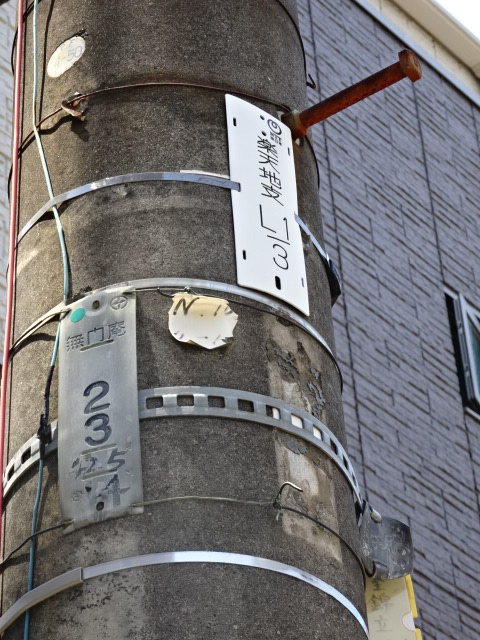
右上のNTTの新プレートは「楽天地」、左下の電電公社の旧プレートは「無門庵」 (2017)

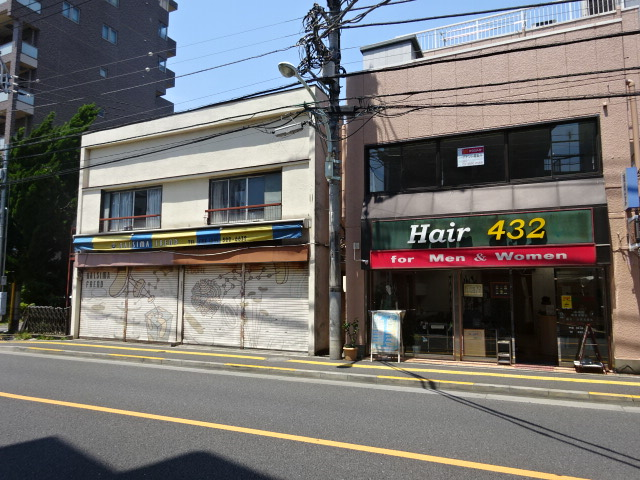
入口左からパン屋と床屋 (2017)

錦町楽天地（にしきちょうらくてんち）は、東京都立川市の赤線。現在の錦町一丁目十五番。錦町楽天地は風俗街としての性質を担っており、戦前までは陸軍の郭所（遊廓）、戦後は米兵の赤線地帯として栄えた。

## 錦町楽天地の沿革

### 戦前
1922年（大正11年）、陸軍の飛行第五連隊が立川飛行場に移駐し、立川がいわゆる軍事都市となった。住民の回想によれば、この後1925年（大正14年）頃に立川市芸妓三業組合が設立され、錦町一丁目十五番に芸者置屋が設置されたのが錦町の始まりだという。この動きにはおそらく軍の要請があったものとされる。また別の文献によれば、1927年（昭和2年）に二業地許可が出た後、1930年（昭和5年）に当時は桑畑だった錦町に店ができたのが始まりだという。芸者置屋は約30軒があった。
しかし戦時色の強まった1940年（昭和15年）頃から飲食業は衰退した。代わって1944年（昭和19年）1月に洲崎から業者が入り、錦町は錦町楽天地と呼ばれる赤線地帯となった。この時代は48軒に185名の娼婦がいた。

### 戦後
1945年（昭和20年）9月、立川に米軍第1騎兵師団が進駐し、立川飛行場は接収されて米軍基地となった。米軍進駐直後から立川の街頭には街娼が立ち始めた。この時期の街娼はもともと酌婦や芸者だった者であり、素人女性はいなかった。基地周辺には街娼に夜間のみ部屋を貸して収入を得る家が20軒以上あり、その一部は錦町に位置した。1945年10月、立川駅の北側、曙町に駐留軍向けの事実上の慰安所となったキャバレー「立川パラダイス」が中野喜介によって設けられた。こうした施設にはダンサーとして雇われたものがおり、売春は行わない建前であったが、経営者の強制や米兵の暴行を契機にこうした者も娼婦となっていった。米兵は、人妻であろうと年少者であろうと考慮しなかった。進駐軍の施設でメイドやタイピストなどとして働いていたところを米兵に暴行され、街娼となった者もいた。当時進駐軍の通訳であった水野浩は、こうした女性の手記を集めた編著『死に臨んでうったえる』において、米兵による強姦は日常的であったこと、米兵側は「日本の女性はそう抵抗もせず、強姦しやすい」と主張していたものの、抵抗すれば殺され、日本人で助けようとする男がいれば、処罰されるのが実態であったことを記している。
パラダイスはほどなく閉鎖され、米兵は他の特飲街に流出した。働いていた女性は貸間主と交渉し、同居の上で娼婦として働く「パンパン宿」と呼ばれる形態が始まった。基地周辺の立川駅北口には米兵相手のキャバレー、バー、パンパン宿、ホテル、旅館が林立し、錦町にも同様の施設が作られた。人種差別のため白人兵と黒人兵は自然に住み分けがされ、錦町はおもに白人が利用した。米兵がパンパン宿で暴れることもあり、錦町のパンパン宿主が麺棒を振り回して牽制したところ、日本兵による斬り込みを想起して米兵が退散したことから、近隣のパンパン宿で麺棒を置くのが流行した。
米軍駐留下の立川は軍関係の取引で景気がよく、赤線業者、パンパン業者達は、横須賀等の他の地区からも娼婦を集めた。1947年（昭和22年）頃には「特殊女性」の数は600名を超え、その後数千人規模にまで増加した。実数についてはまちまちであるが、1000人、1700人から2000人（1952年1月当時）、3000人（1954年に雑誌に掲載されたレポートによる）、5000人（1950年から1952年頃の人数として）といった報告がある。このころ、錦町では1952年（昭和27年）の調べで28業者、106従業婦がいた。また1956年（昭和31年）8月調べでは、48業者、181従業員数を数えた。業者は家主の夫婦が娼婦を2、3人置いている程度の零細な規模が一般的で、錦町には5、6人置く業者がいたが、これは多い方であった。

### 廃止
1957年（昭和32年）、売春防止法が施行され、猶予期間の終了する1958年（昭和33年）4月までに赤線は廃業させなければならなくなった。娼婦の更生や業者との調整を進め、赤線を円滑に廃止するため、各地で婦人相談員が任命され対応にあたった。立川でも都民生局の元職員が任命されたが、錦町・羽衣町の赤線2箇所のほか青線や多くの街娼が存在する立川を一名で担当したため、業務は多忙であった。しかし業者との交渉は比較的円滑に進んだ。これには当時の錦町特飲組合の組会長が、軍の要請で区役所を辞めて錦町で遊郭を営むことになった人物で、仕事を嫌っていたことが背景にある。この組合長の寄与もあり、1958年（昭和33年）1月には廃業の見通しが立ち、2月26日、錦町の赤線業者はこの日をもって廃業した。この日まで残った業者は羽衣町と合わせて72軒で、娼婦は170人であった。
廃業後、錦町の赤線業者は主にバーや酒場に転業した。当初日本自動車学校の寮を誘致する話があったが、錦町はバーや酒場の存在により避けられ、寮は羽衣町に置かれた。錦町の業者の転業例としてはほかに貸間や旅館、変わった例では医院に転業した業者もいた。一方売春がなくなったわけではなく、市内の別の場所で街娼として客を引く娼婦は引き続き存在した。立川・女の暮らし聞き書きの会の原は、会報誌『つむぐ』掲載記事文末で、公的な売春地区はなくなったが、売春自体はなくなっていないとし、さらに売春は人間の尊厳を侵すものとして、これがいまだ許容されている日本の現代社会について問題を投げかけている。